# 순환수
순환 수(循環 數) 또는 사이클 넘버(Cyclic Number)는
{\displaystyle {{1} \over {7}}=0.{\overline {142857}}}
{\displaystyle {{1} \over {17}}=0.{\overline {0588235294117647}}}
{\displaystyle {{1} \over {19}}=0.{\overline {05263158947368421}}}
{\displaystyle {{1} \over {23}}=0.{\overline {0434782608695652173913}}}
{\displaystyle \vdots }
(OEIS의 수열 A004042)이며,  소수(素數, prime number)인 전 주기 소수(Full reptend prime) {\displaystyle 7,17,19,23,....}으로 생성되는 소수(小數,decimal)로서 반복구간인 순환 주기(순환마디)를 갖고있다.
다른 시각에서는 순환소수가 무한소수의 특수한 경우인것처럼 순환 수는 순환소수의 특수한 경우로 볼수도 있다.

## 같이 보기
- 분수
- 비순환소수
- 미디 정리(Midy's Theorem)
- 알틴 상수